# Ethisch socialisme

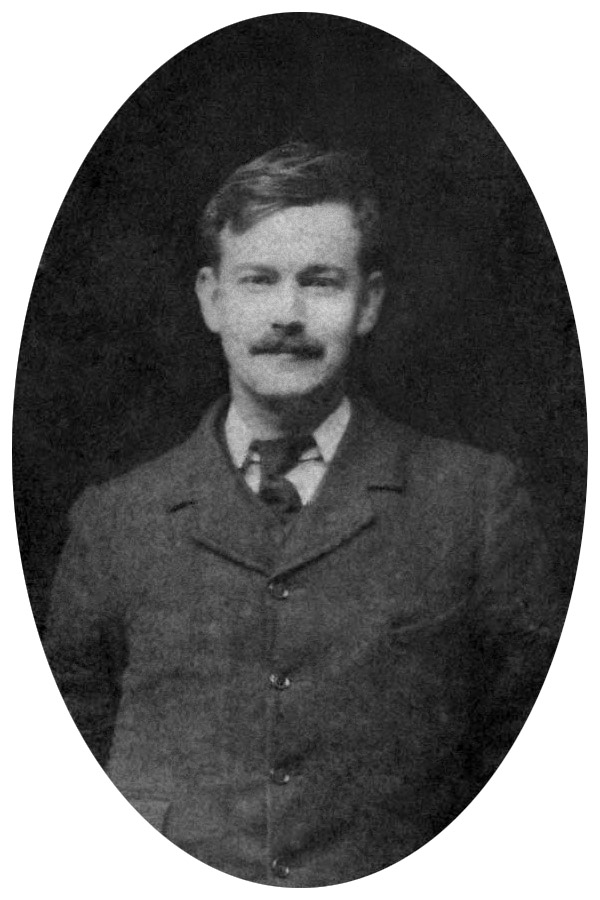
R. H. Tawney, een van de grondleggers van het ethisch socialisme

Ethisch socialisme is een stroming binnen het socialisme waarin men gelooft dat verandering pas echt mogelijk is als ieder mens er persoonlijk van doordrongen is dat een samenleving gebaseerd op egoïsme, het najagen van eigenbelang ten koste van de ander en ongebreidelde economische groei gedoemd is ten onder te gaan (de theorie van de onhoudbaarheid van het kapitalisme). Ethische socialisten stellen tegenover zo'n samenleving er een die gebaseerd is op altruïsme, samenwerking en sociale gerechtigheid. Omdat deze stroming binnen het socialisme gelooft in de gezindheidsverandering van iedere mens, kan men toch ook niet stellen dat het ethisch socialisme gekant is tegen iedere vorm van individualisme. Klassenstrijd, historisch materialisme en een marxistisch geschiedsopvatting worden in de regel van de hand gewezen.
Het ethisch socialisme kent sterke overeenkomsten met het christensocialisme, het gildesocialisme en het liberaal-socialisme alsook met het sociaalliberalisme. Bekende ethische socialisten waren de Britten Thomas Hill Green (1836-1882), R. H. Tawney (1880-1962), Ramsay MacDonald (1866-1937), Clement Attlee (1883-1967), de Fransman Pierre-Joseph Proudhon (1809-1865), de Italianen Giuseppe Garibaldi (1807-1882), Giuseppe Mazzini (1805-1872), de Belg Hendrik de Man (1885-1953) en de Nederlanders Koos Vorrink (1891-1955) en Willem Banning (1888-1971). Een moderne vertegenwoordiger van het ethisch socialisme is de Britse oud-premier Tony Blair (*1953).
Van de overheid wordt verwacht dat zij zorgt voor een eerlijke herverdeling en het instellen van een sociaal stelsel. Bezit wordt in de regel niet afgewezen, maar dient te worden aangewend voor het algemeen belang in plaats van voor het eigen genot. Green was een voorstander van het concept dat iedereen (of iedere familie) bezit zou moeten hebben, en niet slechts een kleine bovenlaag. Hij wijst echter een overdreven fixatie op dat eigen bezit van de hand. Hij staat hiermee in de lijn van Arnold Toynbee (1852-1883), die een uitgesproken voorstander was van bezit voor iedereen en geldt als een voorloper van de ethische socialisten. Toynbee zag een veel kleinere rol weggelegd voor de overheid, voor hem ging gezindheidsverandering ("gezindheidssocialisme, broederschapssocialisme") voor alles.